# 川西市立久代小学校
川西市立久代小学校（かわにししりつ くしろしょうがっこう）は、兵庫県川西市久代3丁目にある市内最南端の公立小学校。児童数は、2022年5月1日現在514人。

## 沿革
- 1945年（昭和20年）6月1日 - 兵庫県川辺郡川西国民学校久代分校として開校。大阪機工猪名川製造所内の敷地に校舎を構えた。
- 1947年4月1日 - 学制改革により川辺郡川西町立川西小学校久代分校となる。
- 1947年9月1日 - 川西町立川西小学校から、川西町立久代小学校として分離開校。
- 1947年11月1日 - 開校式（この日を創立記念日とする）。
- 1951年10月23日 - 新校舎を川西町久代字西2の2（現在地）に竣工。
- 1952年4月27日 - 新校舎落成式を挙行。
- 1954年8月1日 - 川西市制施行により、川西市立久代小学校となる。
- 1968年8月1日 - 住所が現行の川西市久代3丁目27番9号となる。* 1988年8月31日 - 南校舎大規模改修工事完成。
- 1994年4月10日 - 体育倉庫新築。
- 2005年8月31日 - 体育館床改修。
- 2008年12月26日 - 全館空調工事完成。
- 2009年
  - 11月10日 - 第１期耐震補強工事（北館東側校舎）完成。
  - 12月24日 - プール改修工事完成。
- 2012年2月29日 - 体育館耐震化工事完成。

出典

## 通学区域
- 川西市[3]
  - 久代1丁目 - 6丁目、東久代1丁目・2丁目

## 進学先中学校
- 公立学校は、川西市立川西南中学校[3]

## 校区内の主な施設
- 兵庫県立西猪名公園
- 川西市中学校給食センター
- 川西市立川西南中学校
- 市立南保育所
- 川西市立久代幼稚園
- 川西南消防署久代出張所
- 川西市水道局久代浄水場
- 川西久代郵便局
- 陸上自衛隊伊丹駐屯地
- 自衛隊阪神病院（川西駐屯地内）

## 交通
- JR福知山線北伊丹駅より徒歩約25分
- 阪急バス桃源台線・「上久代」下車徒歩約10分
- 阪急バス尼崎線・「久代」下車徒歩約15分

## 著名な出身者
- 山口かなめ（女子バレーボール選手） - 2002年卒業